# Königlich Bayerisches 6. Chevaulegers-Regiment „Prinz Albrecht von Preußen“
Das 6. Chevaulegers-Regiment „Prinz Albrecht von Preußen“ war ein Kavallerieverband der Bayerischen Armee.

## Geschichte
Am 1. April 1803 wurde der Verband durch Kurfürst Max Joseph IV. aus den mit den Fürstbistümern Würzburg und Bamberg übernommenen Reiterei errichtet. Es führte vom 27. März 1804 bis 28. April 1811 die Bezeichnung Chevaulegers-Regiment Nro. 4 und erhielt anschließend die Nro. 6. Nach dem Tod des ersten Regimentsinhabers Joseph Wilhelm Freiherr von Bubenhoven hieß der Verband 6. Chevaulegers-Regiment und am 1. Dezember 1817 ging die Inhaberschaft auf Eugen Herzog von Leuchtenberg über. Das Regiment erhielt daher ab diesem Zeitpunkt dessen Namen als Zusatz. Erst mit dem Ableben des dritten Regimentsinhabers am 28. März 1835 wurde es usus, dass das Regiment in der inhaberlosen Zeit den Zusatz „vakant“ führte. Nach dem Tod von Albrecht von Preußen wurde bestimmt, dass das Regiment weiterhin seinen Namen zu tragen hat.
Letzter Friedensstandort vor Ausbruch des Ersten Weltkriegs war Bayreuth.

### Deutscher Krieg
Im Krieg gegen Preußen 1866 nahmen die Chevaulegers an den Kämpfen bei Immelborn, Roßdorf, Schweinfurt, Lohr am Main, Triefenstein, Helmstadt und Hettstadt teil.

### Deutsch-Französischer Krieg
Während des Deutsch-Französischen Krieges kam das Regiment in dem Gefecht bei Beaumont, der Schlacht bei Sedan sowie den Einschließungen von Pfalzburg und Bitsch zum Einsatz. Es hatte keine Gefallenen, jedoch durch Unfall oder Verwundung zwei Offiziere sowie 34 Unteroffiziere und Mannschaften an Verstorbenen zu beklagen.

### Erster Weltkrieg
Während des Ersten Weltkriegs hatte das Regiment an Gefallenen oder an Verwundung Verstorbenen zu beklagen: neun Offiziere, neun Unteroffiziere und 79 Chevaulegers.

### Verbleib
Nach Ende des Ersten Weltkriegs kehrten die Reste des Regiments in die Heimat zurück, wo der Verband zunächst demobilisiert und im Januar 1919 schließlich aufgelöst wurde.
Die Tradition übernahm in der Reichswehr durch Erlass des Chefs der Heeresleitung General der Infanterie Hans von Seeckt vom 24. August 1921 die Ausbildungs-Eskadron des 17. (Bayerisches) Reiter-Regiments in Bamberg. In der Wehrmacht wurde die Tradition durch das II. Bataillon des Panzerregiments 4 in Schweinfurt und ab März 1938 in Wien-Laxenburg fortgesetzt.

## Regimentsinhaber
| Dienstgrad           | Name                                   | Datum                                 |
| -------------------- | -------------------------------------- | ------------------------------------- |
| Generalmajor         | Joseph Wilhelm Freiherr von Bubenhoven | 1. April 1803 bis 1. April 1814       |
|                      | Eugen von Leuchtenberg                 | 1. Dezember 1817 bis 21. Februar 1824 |
|                      | August von Leuchtenberg                | 12. März 1824 bis 28. März 1835       |
|                      | Maximilian von Leuchtenberg            | 9. August 1837 bis 1. November 1852   |
|                      | Konstantin Nikolajewitsch Romanow      | 27. April 1867 bis 25. Januar 1892    |
| Generalfeldmarschall | Albrecht von Preußen                   | ab 8. September 1897                  |

## Kommandeure
Bis 1872 führten die Kommandeure die Bezeichnung Oberstkommandant.
| Dienstgrad | Name                                               | Datum                                   |
| ---------- | -------------------------------------------------- | --------------------------------------- |
|            | Maximilian Graf von Preysing                       | 1. April 1803 bis 24. April 1807        |
|            | Ferdinand von Muffel                               | 24. April 1807 bis 29. April 1809       |
|            | Karl Philipp Diez                                  | 29. April 1809 bis 16. Februar 1814     |
|            | Kaspar von Weiße                                   | 16. Februar 1814 bis 6. Oktober 1816    |
|            | Maximilian Freiherr von Zandt                      | 6. Oktober 1816 bis 18. August 1826     |
|            | Joseph Dichtel                                     | 18. August 1826 bis 1. Januar 1837      |
|            | Eduard von Sachsen-Altenburg                       | 1. Januar 1837 bis 4. Februar 1840      |
|            | Joseph Freiherr von Weinbach                       | 4. Februar 1840 bis 31. März 1848       |
|            | Paul von Stetten                                   | 31. März 1848 bis 20. Juni 1850         |
|            | Carl Freiherr von Lindenfels                       | 20. Juni 1850 bis 31. März 1855         |
|            | Andreas von Knott                                  | 31. März 1855 bis 26. Februar 1862      |
|            | Baptist von Tausch                                 | 26. Februar 1862 bis 11. Oktober 1866   |
|            | Friedrich Freiherr von Krauß                       | 11. Oktober 1866 bis 7. November 1873   |
|            | Theodor Freiherr Stromer von Reichenbach           | 7. November 1873 bis 22. Juni 1876      |
|            | Gustav von Rüdt                                    | 22. Juni 1876 bis 19. Oktober 1877      |
|            | Hermann Scheffer                                   | 19. September 1877 bis 3. Dezember 1884 |
|            | Franz Spruner von Mertz                            | 3. Dezember 1884 bis 27. Dezember 1888  |
|            | Gottlieb von Schwarz auf Adelshofen und Hirschlach | 27. Dezember 1888 bis 19. Juli 1891     |
|            | Ferdinand Hartmann                                 | 19. Juli 1891 bis 11. Juli 1897         |
|            | Otto Kreß von Kressenstein                         | 11. Juli 1897 bis 15. November 1901     |
|            | Karl von Grundherr zu Altenthan und Weyherhaus     | 15. November 1901 bis 27. Januar 1906   |
|            | Friedrich Fürer von Haimendorf                     | 27. Januar 1906 bis 20. Februar 1909    |
|            | Otto Freiherr von Redwitz                          | 20. Februar 1909 bis 7. Januar 1914     |
| Major      | Ralf Bresselau von Bressendorf                     | 7. Januar 1914 bis 20. Februar 1915     |
| Major      | Otto Hanemann                                      | 20. Februar 1915 bis Kriegsende         |

## Regimentsmusik
Zum Verband gehörte folgende Regimentsmusik:
- Präsentiermarsch: „Sophienmarsch“
- Parademarsch im Schritt: „Torgauer Parademarsch“ von Joachim Scholz, arrangiert von F. W. Voigt
- Parademarsch im Trab: „Pariser Einzugsmarsch“ von 1814 von Johann Heinrich Walch
- Parademarsch im Galopp: „Galoppmarsch“ aus der Oper „Das Nachtlager in Granada“ von Konradin Kreutzer

Mit der Auflösung des Regiments ging die beachtliche Bibliothek zur Bildung der Offiziere in den Bestand des Historischen Vereins für Oberfranken über.